# کمون پاریس (۱۷۹۲)

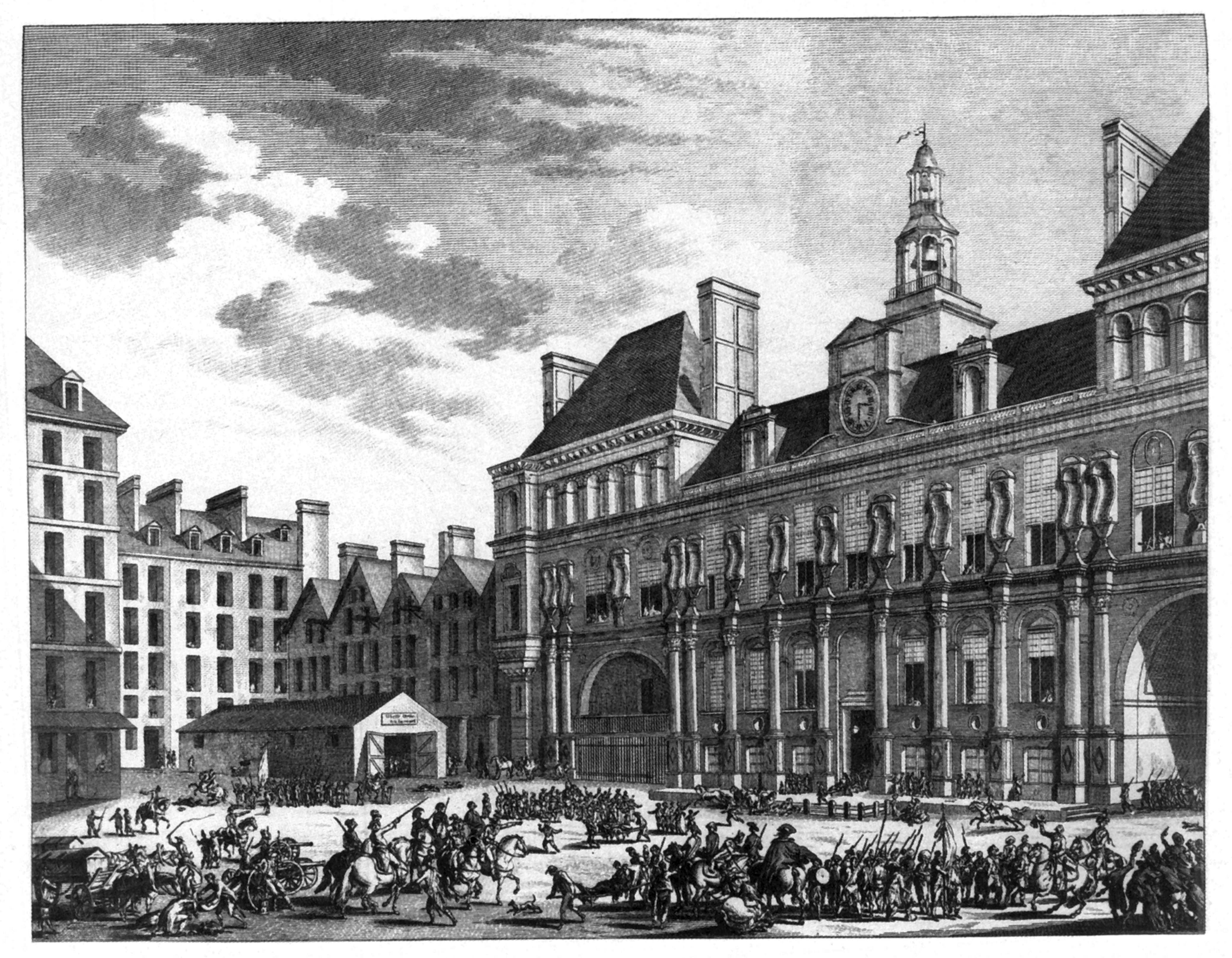

کمون پاریس (Paris Commune)‏ (۱۷۸۹ تا ۱۷۹۵) نامی بود که هنگام انقلاب فرانسه به دولت انقلابی در پاریس پس از تصرف زندان باستیل در روز ۱۴ ژوئیه گفته شد.